# M54 (amas globulaire)
Pour les articles homonymes, voir M54.
M54 (NGC 6715) est un amas globulaire situé dans la constellation du Sagittaire à environ 86 450 a.l. (26,5 kpc) du Soleil et à 61 650 a.l. (18,9 kpc) du centre de la Voie lactée.

## Histoire
L'astronome français Charles Messier a découvert cet amas globulaire et il l'a ajouté à son catalogue le 24 juillet 1788,. Il l'a décrit comme très faible depuis son lieu d'observation à Paris.
C'est William Herschel qui a pu résoudre les étoiles de magnitude 14 à 15 des couches externes de l'amas 24 juin 1784. Il a décrit l'amas comme étant « extrêmement brillant au milieu, considérablement brillant sa luminosité diminuant graduellement, d'un diamètre d'environ 2,5′ à 3′. Il y a environ 240 étoiles brillantes dans la partie faible de la nébuleuse, mais je suppose qu'elles n'ont aucun lien avec celle-ci. »
James Dunlop a observé l'amas en 1827, sa description laisse penser qu'il n'a nullement observé les étoiles de l'amas : « une très belle nébuleuse, avec un disque et des noyaux ronds bien définis d'environ 15" entourés d'une lumière ou chevelure d'environ 1,25′. Très brillant au centre. »
C'est finalement John Herschel qui le premier a découvert la nature de M54. Il l'a observé à quatre reprises entre le 31 juillet 1834 et le 16 juillet 1836. À sa deuxième observation, il l'a décrit comme « un amas globulaire, brillant, passablement grand, très peu allongé et graduellement brillant vers le milieu. D'un diamètre d'environ 2,5', résolu en étoiles de magnitude 15, avec quelques-unes de magnitude 14 en périphérie. » Hershel l'a inscrit dans son catalogue sous la désignation GC 4442, inscription reprise par John Dreyer dans le New General Catalogue comme NGC 6715.
Une photographie de l'amas a été réalisée par Heber Doust Curtis et elle a été publiée en 1918 dans le livre « Descriptions of 762 Nebulae and Clusters Photographed with the Crossley Reflector ». Il l'a décrit comme un amas globulaire remarquablement concentré de 2' de diamètre.

## Observation
.

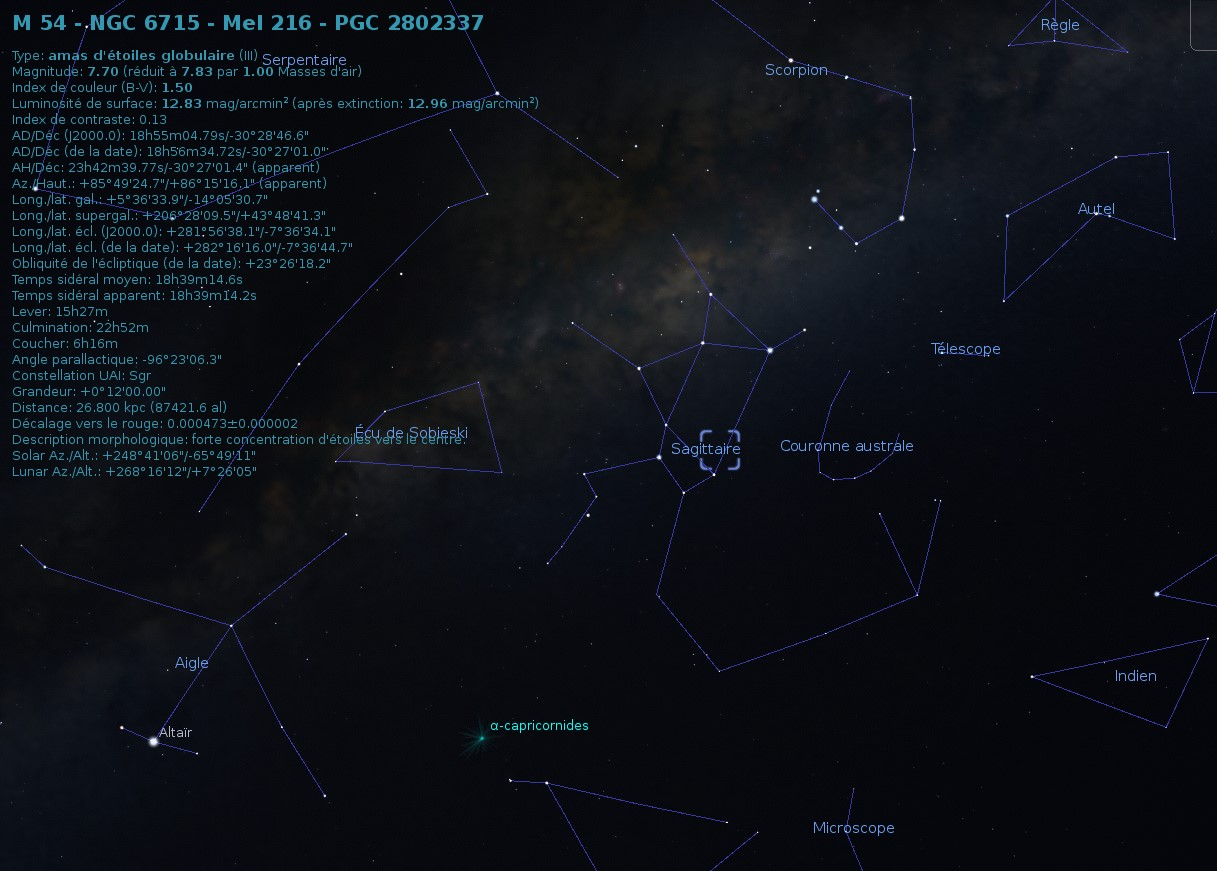
Localisation de Messier 70 dans la constellation du Sagittaire et données du logiciel Stellarium.

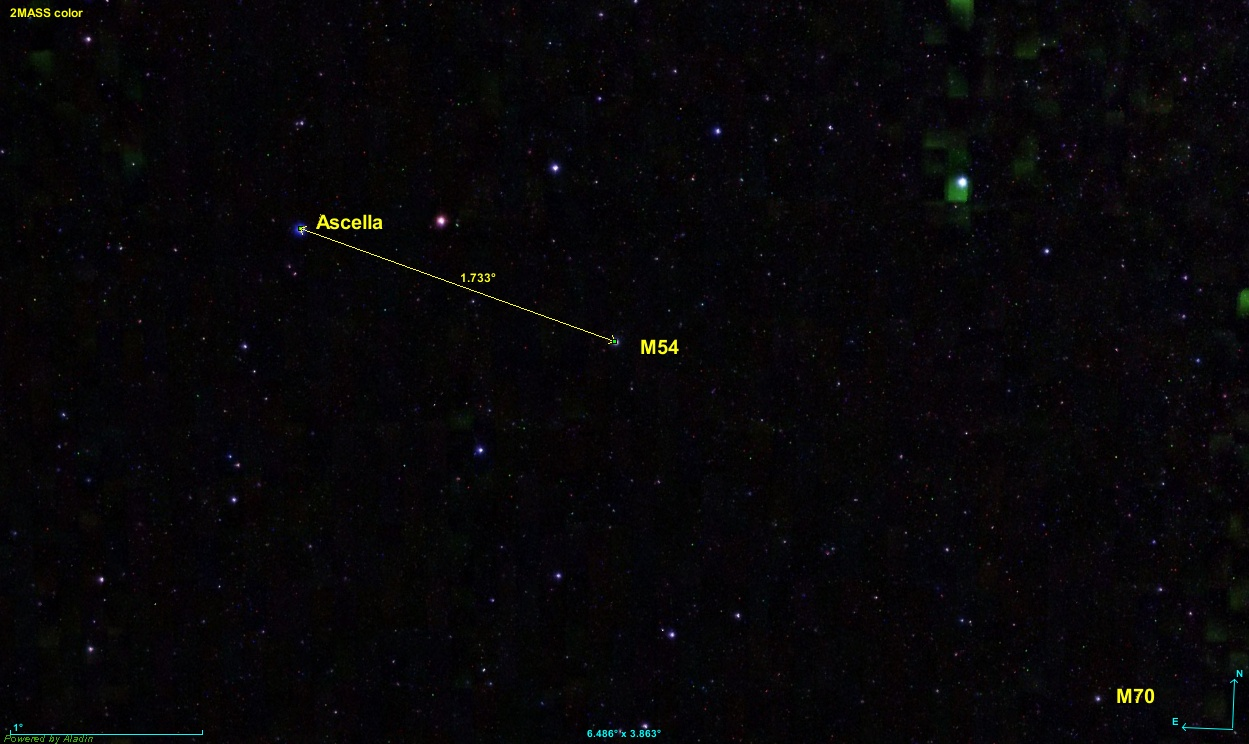
M54 en compagnie de M70 et de l'étoile Ascella.

M54 est au nord-est de l'amas globulaire M70 et à environ 1,7' au sud-ouest de l'étoile Ascella (Zeta Sagittarii). Sa magnitude apparente de 7,6 le classe parmi les amas de luminosité moyenne. Il n'est pas visible à l'œil nu, mais on peut aisément l'apercevoir avec des jumelles si on n'est pas situé à une latitude nordique trop grande. On peut facilement l'observer dans un télescope, par contre résoudre ses étoiles n'est pas à la portée des télescopes amateurs.

## Un amas extragalactique
On a longtemps pensé que cet amas était dans la Voie lactée en le situant à une distance variant de 50 000 à 65 000 années-lumière. Des observations faites en 1994 ont montré qu'il était en dehors de notre galaxie, dans une petite galaxie satellite de la nôtre, la galaxie naine du Sagittaire (SagDEG, de l'anglais Sagittarius Dwarf Elliptical Galaxy), faisant de M54 le premier amas globulaire extragalactique découvert, un fait totalement ignoré de Messier évidemment.
L'amas est actuellement à environ 60 000 al du centre de la Voie lactée, mais l'orbite de sa galaxie hôte va le transporter jusqu'à près de 150 000 al dans environ 400 millions d'années. Même si cet amas n'est pas dans notre galaxie, il la rejoindra un jour, car SagDEG finira ses jours en fusionnant avec la Voie lactée en raison de la forte attraction qu'elle exerce sur cette petite galaxie.

## Caractéristiques

### Classe
La classe de concentration Shapley-Sawyer de NGC 6712 est III,, ce qui signifie que l'amas renferme un fort noyau interne.

### Vitesse, distance et taille
Selon de récentes mesures effectuées par le satellite Gaia, la vitesse radiale héliocentrique de cet amas est égale à 142,3 ± 0,3 km/s,. La base de données Simbad indique aussi deux autres valeurs récentes de la vitesse, soit 142,30 km/s et 143,06 ± 0,56 km/s. William W. Harris indique une vitesse presque identique, soit 141,3 ± 0,3 km/s.
La base de données Simbad indique deux distances pour cet amas : 22,57 ± 0,39 kpc et 23,50 ± 0,39 kpc. Ces distances sont légèrement inférieures à celle indiquée par Harris, soit environ 26,5 kpc (∼86 400 al) et celle inscrite sur le site de l'Observatoire de Paris, soit 87,4 kal.
Si on admet une distance d'environ 86 kal km/s et une taille de 12', un calcul simple montre que sa taille réelle est d'environ 980 al. Son cœur brillant a un diamètre de seulement 2,1' et un noyau brillant de 1', mais son extension photographique atteint 6' et 9,1' avec de très longues poses.

### Métallicité, masse et âge
Simbad indique quatre valeurs de la métallicité comprise entre -1,559 et -1,29. La métallicité indiquée par Santos est de -1,25.
Une métallicité comprise entre -1,559 et -1,25 signifie que la concentration en fer de Messier 70 est comprise entre 2,8 % et 5,6 % (10-1,559 et 10-1,25) de celle du Soleil. Après le Big Bang, l'Univers étant surtout composé d'hydrogène et d'hélium, la métallicité était pratiquement nulle. L'univers s'est progressivement enrichi en métaux (éléments plus lourds que l'hélium) grâce à la synthèse de ceux-ci dans le cœur des étoiles. La métallicité des amas du halo de la Voie lactée varie d'un centième (1 %) à un dixième (10 %) de la métallicité solaire, ce qui signifie que ces amas se décomposent en deux sous-groupes, les relativement jeunes et les vieux. Selon sa métallicité, M54 serait donc un amas relativement pauvre en métaux. Il serait âgé d'environ 12,9 milliards d'années.

## Les étoiles de Messier 28

### Les étoiles variables
En 2010, on avait identifié 177 étoiles variables dans le champ centré sur l'amas M54. Cependant, certaines de ces étoiles sont dans la galaxie naine du Sagittaire et non dans M54, car dans une publication parue en 2016, on rapporte la découverte de 67 nouvelles étoiles variables qui s'ajoutent aux 17 qui étaient déjà connues (16 de type RR Lyrae et une de type semi-régulière). La plupart de ces nouvelles étoiles (30) sont de type RR Lyrae, 21 de type irrégulière à longue période, 3 sont de type semi-régulière, une de type W Virginis, une binaire à éclipses et 11 non classifiées.

### Les pulsars
En 2023, aucun pulsar n'avait été détecté. Cependant, selon un modèle basé sur les émissions de haute énergie en provance des amas globulaire, on a pu estimer le nombre de pulsars milliseconde qu'ils contiennent. Selon ce modèle, 25 pulsars milliseconde pourraient se trouver dans M54.

## Galerie

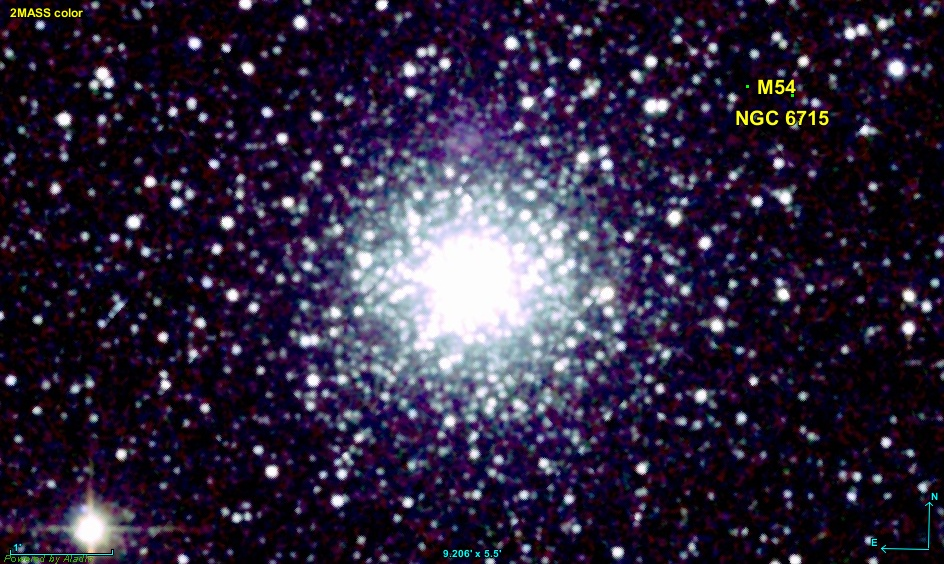
M54 en infrarouge par le relevé 2MASS.
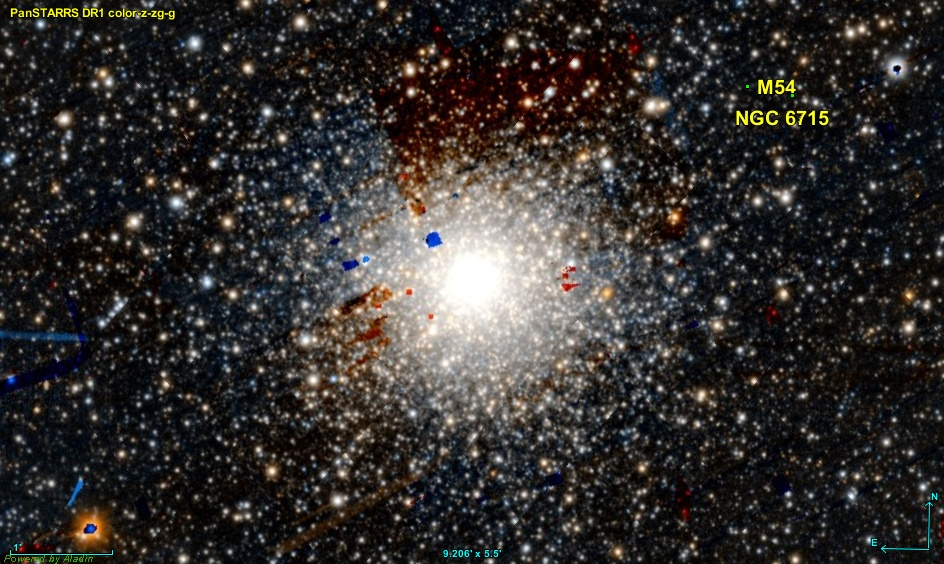
M54 en lumière visible par le relevé PanSTARRS.